# Gorm Toftegaard Nielsen
Gorm Toftegaard Nielsen (født 1. januar 1947) har været professor i strafferet og straffeproces ved Aarhus Universitet.
Han har, ofte i samarbejde med Vagn Greve fra Københavns Universitet, skrevet megen betydningsfuld litteratur inden for strafferetten. Folketingets Retsudvalg og justitsministeren har ofte bedt Gorm Toftegaard Nielsen udtale sig om konsekvenserne af et lovforslag, inden det behandles i folketingssalen. Gorm Toftegaard Nielsen er far til chefredaktør på Dagbladet Information, Rune Lykkeberg.
I den senere tid har Gorm Toftegaard Nielsen udtalt sig kritisk over for professor Henning Kochs udtalelser om et grundlovsbrud i forbindelse med tuneserloven.

## CV
- 1989-2016: Professor i strafferet og straffeproces ved Aarhus Universitet
- 1985-86: Konstitueret dommer i Vestre Landsret
- 1984: Politiassessor
- 1981-83: Medhjælper hos Statsadvokaten i Viborg
- 1978: Politifuldmægtig
- 1977: Lic.jur. ("Grundlovens § 3 – Retssikkerhed eller demokrati")
- 1973: Adjunkt ved Aarhus Universitet
- 1972: Cand.jur.
- 1966: Student fra Herning Gymnasium